# Hans von Koessler

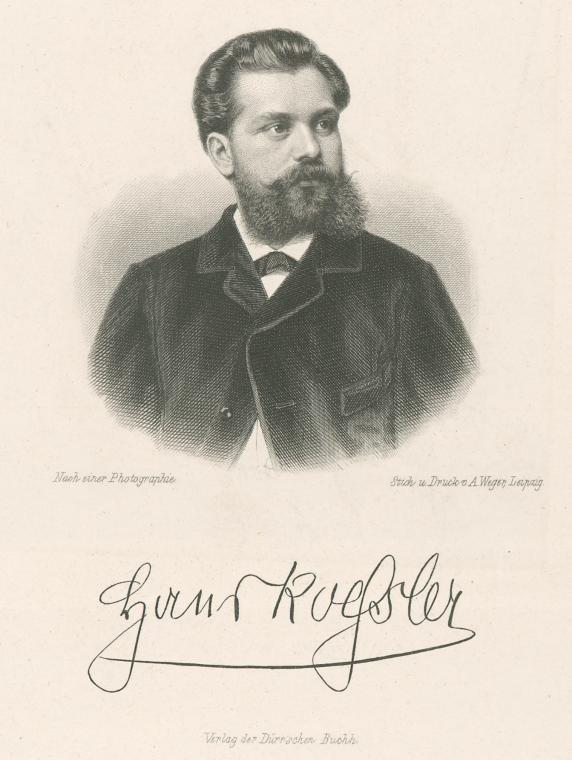

Hans von Koessler (ook Hans Kößler, in Hongarije bekend als János Koessler) (Waldeck, 1 januari 1853 - Ansbach, 23 mei 1926) was een Duits componist, dirigent en muziekpedagoog.
Koessler was een neef van Max Reger. Hij kreeg orgelles van 1874 tot 1877 van Joseph Rheinberger en woonde de koorlessen bij van Franz Wüllner in München. Direct daarna verhuisde hij naar Dresden waar hij directeur en leraar muziektheorie en koorzang werd aan de Hochschule für Musik Carl Maria von Weber Dresden. Vanaf 1878 was hij tevens dirigent van het Dresdner Liedertafel Orkest. Van 1882 tot 1908 gaf hij orgelles aan de Franz Liszt Muziekacademie in Boedapest (Hongarije) en later compositieles. Hem werd ook aldaar een adellijke titel verleend.
Onder zijn studenten bevonden zich een keur van nu bekende componisten als Zoltán Kodály, Béla Bartók, Emmerich Kálmán, Ernő Dohnányi en Leo Weiner. Na zijn pensionering in 1908 keerde hij terug naar Duitsland, waar hij nog in het agentschap van Kálmán en Dohnányi werkte, om nog een bescheiden inkomen te verwerven.
Koessler componeerde meer dan 130 werken, waaronder een opera, twee symfonieën, symfonische variaties voor orkest, een vioolconcert, twee strijkkwartetten, een strijkkwintet, een strijksextet, een pianokwintet, een suite voor piano, viool en altviool, en een mis voor vrouwenkoor en orgel. Hij toonzette ook psalmen. Door zijn nogal chaotische levenswandel ging echter een groot aantal composities verloren. Ook belandden een aantal van zijn werken in niet meer te achterhalen private handen.
Koesslers kamermuziek werd door verscheidene critici geprezen, waaronder de kamermuziekexpert Wilhelm Altmann die met name Koesslers tweede strijkkwartet en zijn trio voor piano, viool en altviool roemde.